# Isengard (groupe norvégien)
Pour le groupe suédois, voir Isengard (groupe suédois).
Isengard est un groupe (one mand band) de black metal norvégien, originaire d'Oslo. Il est formé en 1989 par Fenriz, le batteur de Darkthrone. Fenriz abandonne le projet en 1995.

## Biographie
Le groupe est formé en 1989 par Fenriz, le batteur du groupe de black metal Darkthrone. Le groupe existait déjà sous le nom de Pilgrim Sands. Il crée ce projet solo, car il avait plein d'idées de composition qui ne correspondaient pas avec le style musical de Darkthrone. Il joue tous les instruments et assure le chant. Il est le seul membre du groupe.
Le nom du groupe est une référence à la forteresse d'Isengard, un élément de l'univers fantastique de l'auteur J. R. R. Tolkien. Le logo du groupe est une illustration provenant du jeu de rôle MERP (Middle Earth Roleplaying). L'illustration représente Thuringwethil, un vampire présent dans le Silmarillion de Tolkien.
L'année de la fondation d'Isengard, en 1989, la démo Spectres Over Gorgoroth voit le jour. Elle est suivie en 1991 par Horizons, puis en 1993 par Vanderen. En 1994 sort Vinterskugge, une compilation qui regroupe les trois démos.
L'année suivante sort le premier et unique album studio du projet, Høstmørke. L'année 1995 marque également la fin du projet et de toute activité de celui-ci. Durant ses années d'activité, la musique du projet est passée du genre black metal traditionnel à un mélange plus mélodique entre le black metal et le folk metal, ce dernier aspect que Fenriz n'appréciait pas.
Après 25 ans d'inactivité, le 2 octobre 2020 sort Vårjevndøgn, un ensemble de compositions enregistrées entre 1989 et 1993.

## Discographie
- 1989 : Spectres Over Gorgoroth (démo)
- 1991 : Horizons (démo)
- 1993 : Vanderen (démo)
- 1994 : Vinterskugge
- 1995 : Høstmørke
- 2020 : Vårjevndøgn